# پیکورناویروس‌ها
پیکورناویروس‌ها یا پیکورناویریده (به انگلیسی: Picornavirus/Picornaviridae) یکی از بزرگ‌ترین خانواده‌های ویروسی از لحاظ تعداد گونه‌ها بوده، و یکی از کوچک‌ترین خانواده‌های ویروسی از نظر اندازهٔ ویروس‌ها است. واژهٔ پیکورنا از دو بخش pico به معنای کوچک و rna به معنای آران‌ای تشکیل شده‌است. ژنوم ویروس به صورت آران‌ای تک‌رشته‌ای خطی، سوی مثبت دارای اندازهٔ ۷٫۲–۸٫۴ کیلوباز است. این ژنوم عفونت‌زا بوده و حاوی پروتیین کوچکی است (Vpg) که به انتهای ۵' آن به صورت کووالانسی متصل شده‌است. ویریون حاوی ۷۰ درصد پروتئین و ۳۰ درصد آران‌ای است. همچنین ویریون بیست‌وجهی بوده، دارای ۶۰ واحد و قطعهٔ ۲۸–۳۰ نانومتری است. ویروس بدون پوشش ویروس بوده و در سیتوپلاسم تکثیر می‌کند. این ویروس‌ها دارای چهار پلی‌پپتید اصلی بزرگ هستند که از شکستن یک پیش‌ساز، حاصل می‌شوند (VP1,VP2,VP3,VP4). ساختمان کپسید منظم است و پاراکریستال‌های ویریون اغلب در سلول‌های آلوده تشکیل می‌شوند.
خانوادهٔ پیکورناویریده دارای ۹ سرده است:
1. آپوتوویروس
2. کاردیوویروس
3. اربوویروس
4. کوباویروس
5. تسچوویروس
6. هپاتوویروس
7. پارچوویروس
8. رینوویروس
9. انتروویروس[۲][۳][۴][۵][۶]